# 화이트데이: 학교라는 이름의 미궁 (2015년 비디오 게임)
《화이트데이: 학교라는 이름의 미궁》은 손노리(구 로이게임즈)에서 제작한 화이트데이의 리메이크 스마트폰용 게임이다.

## 출시 과정
초기에 2015년 3월 14일 화이트데이에 출시되기로 하였으나 후에 동년 11월 19일로 미뤄졌지만 11월 19일 티스토어를 통해 선행 독점 공개되었다.
한편 2015년 11월 2일 12시에 티스토어 및 로이게임즈 홈페이지를 통해 대한민국 모바일게임 최초로 《화이트데이 한정 패키지 - 희민의 책가방》라는 이름으로 한정판 판매를 알렸다.
한정판의 구성품은 본작의 남주인공 이희민이 메고 다니는 가방이라는 컨셉으로 한 백팩, 기념상장, 수첩과 펜 등, 2015년 리마스터링 판〈미궁〉과 엔딩 테마가 담긴 OST, 그리고 본 게임 등록과 캐릭터들의 의상을 패션 교복으로 변경할 수 있도록 해주는 등록코드로 구성되어 있다.
2015년 12월에는 크리스마스를 맞아 크리스마스의 악몽, 크리스마스의 꿈이라는 의상을 출시했다. 크리스마스의 악몽에서는 희민, 수위들의 의상이 바뀌며 크리스마스의 꿈에서는 지현, 소영, 성아의 의상이 바뀐다. 각각 3,300원으로 구매가능하다.
한편, ios버전의 출시가 늦춰지는 바람에 1월 31일까지 구매한 ios구매자들에게만 순백의 사과 교복을 무료 지급되었지만 1월 31일 이후엔 안드로이드 버전과 ios버전 모두 유료로 변경된다. 왕리얼 업데이트로 의상 쌍쌍파티등이 추가되었고 댄디가이, 핫 걸등은 게임 내에서 업적을 달성하면 얻을 수 있다.
2017년 8월 22일 한 번 더 리메이크 되어 PC와 PS4버전으로 출시되었다. 새로운 캐릭터 유지민을 공개하며, 한정판 패키지에 유지민 피규어가 포함되었다.

## 이전 작과 다른점
만화 《미생》의 작가 윤태호가 본 작품의 엔딩 제작에 참여하였고, 가야금 연주자 황병기가 본 작품을 위해 36년 만에 <미궁>을 재녹음했다.
 또한 원작에서는 성아와 대화하던 중 싸이렌이 울려 사이렌을 끄지만 이번 리메이크작에서는 성아가 기계실습실에서 가사실습실 열쇠를 가져다달라는 부탁을 받고 기계실습실에 들어가면 사이렌이 울리는 다른 점이 있다. 한편 전작의 성우들이 참여한 가운데 당시 아마추어 성우분이 맡으셨던 설지현(안주현) 역과 개발자(이은석- 현 넥슨, 데브캣 소속)가 맡았던 수위역 목소리가 변경이 되었다.
- 설지현 - 성우 (이소은)
- 수위 - 성우 (한신)

### 화이트데이: 학교라는 이름의 미궁 (2017)
2017버전에서는 모바일버전의 그래픽을 업그레이드하고 오브젝트와 캐릭터 모델링의 디테일이 수정되었다. 조작과 시스템의 변경사항이 있었으며, 스토리상에서는 새로운 캐릭터 ‘유지민’이 등장한다. 플레이어는 일정한 조건을 달성해야만 지민을 만날 수 있으며, 기존의 <화이트데이>와는 완전히 다른 시나리오 루트가 진행된다고 밝혔다.
유지민은 일정한 조건을 달성해야 만날 수 있는 숨겨진 캐릭터로 연두 고등학교 1학년생이자, 소영을 동경하고 있는 말괄량이 후배. 밤의 학교에 몰두하고 있는 한소영의 행동에 많은 의문을 가지고 있으며, 그녀의 뒤를 따라 밤의 학교에 들어왔다. 호기심이 왕성하고 순수한 성격이 있으며, 낙서를 하는 버릇이 있다. 희민과는 초면이지만 그를 소영의 뒤를 쫓아다니는 날파리라 생각하고 극도로 경계하고 있다.
- 유지민 - 성우 (이지현)

## 등장 인물
- 이희민

연두고 2학년으로 한소영에게 화이트데이 사탕을 주려고 학교에 오지만 학교에 갇히게 된다.
- 한소영

연두고 2학년으로 원래는 차분하고 순수한 성격이었지만 조용하고 침착한 성격으로 변한다.
- 김성아

연두고 2학년으로 밝고 당돌하지만 도도하고 차가운 악녀같은 성격으로 조금 거칠어 보인다.
- 설지현

연두고 2학년으로 남주인공과 같은 반 학생이자 조용하고 얌전한 성격을 가지고 있다.
- 유지민

연두고 1학년으로 소영을 동경하는 후배. 학교의 비밀에 대해 호기심이 많다.

## 등장 귀신
- 거미가 된 여학생

모든 난이도에서 등장한다.
3-1, 3-5, 3-8, 3-10의 전등이 켜져 있지 않을 때, 3-5, 3-8, 3-10, 3-12에서 출몰한다.
이때 재빨리 반 밖으로 나오지 않으면 데미지를 입는다.
- 얼굴을 가린 여학생 (돌아앉은 여학생)

모든 난이도에서 등장한다.
신관 음악감상실에서 앉아있다. 태극패로 '무궁화 꽃이 피었습니다'라는 말이 끝나기 전에 이 귀신이 있는 곳을 비춰주면 된다. 태극패가 없을 시에 데미지를 입는다.
- 머리귀신

쉬움 이상 난이도에서 등장한다.
한 장소에 일정 시간 이상 머무르게 되면 출몰한다.
본관,신관에서 등장하며 그르르~ 소리와 함께 데미지를 입히고 사라진다.
- 김성아 (미궁의 주인)

소영 루트에서 등장하며 그녀의 정체를 숨기고 있다가 남주인공인 희민이가 화의 부적을 꽃으면 그녀의 정체를 드러낸다. 성아, 지현루트에서는 등장하지 않는다.
한나영의 몸을 빌려 부활을 시도했었으며 불완전한 상태로 학교에 남게 되었고 한소영의 몸을 노리고 있다.
- 은미

모든 난이도에서 등장한다.
신관에서 등장하며 주인공이 수의 부적을 꽃을 때 칼을 던진다. 원작보다 속도가 빨라졌다. 신관 도난경보기를 켜면 떨어져 죽는다.
그리고 강당으로 가면 불을 지르며 재등장한다. 김성아의 엄마이자 딸을 부활시키려는 계획에 가담했다가 정신이 이상해지게 된다.
- 아기의 영혼

모든 난이도에서 등장한다.
본관 2구역에서 출몰하며 아기의 손에 가까이 가면 안된다. 분실물보관실에서 주운 토우를 굽고 식히는 과정을 반복하고 토우를 아기귀신에게 주면 토의 부적을 주고 사라진다.
- 이봉구

모든 난이도에서 등장하며, 난이도별로 탐색 능력치가 오른다.
지박령에 쓰인 수위. 본관 1,2구역을 순찰하며 주인공을 발견한 즉시 호루라기를 불며 쫓아온다. 만약 잡히면 방망이로 때린다.
- 손달수

모든 난이도에서 등장하며, 난이도별로 탐색 능력치가 오른다.
지박령에 씌인 수위. 신관을 순찰하며 이봉구와 마찬가지로 주인공을 발견한 즉시 호루라기를 불며 쫓아온다. 이봉구보다 더 빠르고 데미지도 더 크다.
- 피를 원하는 나무 (귀목)

모든 난이도에서 등장한다.
본관 1구역 2-8반에서 등장하며 소영과 대화중 소영을 납치. 화학용제를 본관 1구역 곳곳에 있는 이상하게 생긴 나무에 뿌려주면 퇴치할 수 있다.
- 물 속의 그림자 (인어)

모든 난이도에서 등장한다.
신관 옥상 수영장에서 등장한다. 엘로드가 교차하지 않는 길로 가면 된다. 건너편으로 건너가 수영장의 물을 빼면 뽑으면 퇴치할 수 있다.
- 한나영 (목 매단 귀신)

모든 난이도에서 등장한다.
본관1 2층의 강당통로에서 첫등장한다.
소영의 언니이자 이벤트때 도움을 준다. 오래전 성아의 부활을 위해 희생된 억울한 피해자이다.
- 할머니 망령

어려움 이상 난이도에서 등장한다.
수위에게 쫓길때 신관 구름다리를 건너면 확률적으로 "아가야~"라는 소리와 함께 갑자기 움직일 수 없게 된다. 수위에게 맞아 죽게 되며 죽을 때 웃음소리와 함께 등장한다.
- 사감 (여사감의 원혼)

어려움 이상 난이도에서 등장한다.
본관1 남자화장실에서 담배를 얻은 후, 본관2 3층 여자화장실에서 전기불을 끄고 거울을 보면 등장한다. 이때 화장실을 나가면 가위로 주인공을 찌르는 공격으로 데미지를 입힌다. 화장실을 나가기 전에 뒤돌아보면 퇴치할 수 있다. 괴담에서는 학생들과의 불화로 자살한 기숙사 사감이 귀신이 되어 학교를 떠돈다고 한다.
- 화장실귀신 (증오로 가득 찬 얼굴)

어려움 이상 난이도에서 등장한다.
본관 1구역 1층 남자 화장실 마지막 칸에서 문틈으로 밖을 보고 있으면 등장한다. 데미지를 입힌다.
- 움직이는 인체모형

어려움 이상 난이도에서 등장한다.
본관 생물실에 있으며 현기증이 나면 다가와서 때린다. 귀신도감 등록을 위해서는 현기증이 끝날때까지 생물실을 돌아다니며 데미지를 입지 않도록 해야 한다.
- 도플갱어 (거울 속의 나)

모든 난이도에서 등장한다.
신관 무용실에서 등장한다.미술실 열쇠가 있던 cd를 틀면 거울을 두드리며 등장한다. 가시,병풍,거울에 머리를 박는 등의 행동을 하며 데미지를 입힌다. 스피커를 거울의 위치와 똑같은 위치에 놓아 주면 거울이 깨지며 퇴치할 수 있다.
- 칠판귀신 (문제 푸는 아이)

어려움 이상 난이도에서 등장한다.
본관 교실에서 등장하며 데미지는 없다. 가까이 가면 뒤를 돌아보며 사라진다. 괴담에서는 학생들의 따돌림을 견디지 못한 여학생이 자신의 눈을 파내 자살해 귀신이 되었다고 한다. <화이트데이: 학교라는 이름의 미궁> 원작에서는 형체없이 분필만 움직이고 있다.
- 출석부귀신

어려움 이상 난이도에서 등장한다.
체육창고에 있는 체육선생의 모자 아이템을 가지고 본관 2-11 출석부를 보고 있으면 나타나 데미지를 입히고 사라진다. 괴담에서는 짝사랑으로 인한 안타까운 죽음에 다른 귀신이라고 한다.
- 여우령

모든 난이도에서 등장한다.
신관-본관 연결통로에서 나오는 음성귀신. pc버전에서는 토의부적을 꽂지 않고 지나갈 시 끝이없는 길을 걷다가 조우하게 되며, 모바일에 와서는 신관 이동 후 여우방울 없이 통로에 진입할 시 조우하는 것으로 변했다. 라이터를 켜고‘살았다’를 외칠 때까지 걸어가면 된다.
- 도서관 귀신

어려움 이상 난이도에서 등장한다.
2-5 사물함에서 2등의 성적표를 가지고 신관 도서관에서 아인슈타인 책을 보고 있으면 갑자기 웃다가 얼굴의 혈관이 터지며 남주인공에게 다가와 데미지를 입힌다.
- 음악 선생님

신관 열람실에서 카세트테이프를 듣고 있다 보면 등장한다. 카드키를 준 인물. <화이트데이2: 스완송>에서 비중있는 인물로 다뤄질 것으로 보인다.
- 피아노 귀신

본관 음악실 피아노에 피로 건반을 치고 있다. 건반음에 맞춰 동일하게 치면 열쇠를 준다.
- 누워있는 여학생

어려움 이상 난이도에서 등장한다.
신관 3,6,9 반 순서대로 나타나는 귀신. 3,6반에서 터치하면 사라지다가 9반에서 터치하면 비명을 지르고 사라진다. 과거 학교에서 남자친구였던 학생에게 잔인하게 죽임을 당한 귀신. 같은 반 학생들은 그녀가 죽어가는 것을 보고만 있었다고 한다.
- 거식증 귀신

어려움 이상 난이도에서 등장한다.
신관 매점에서 도시락을 식판위에 놓으면 가져간다. 도시락을 5개 주면 데미지를 입힌다.
- 창문 밖의 여학생

어려움 이상 난이도에서 등장한다.
본관1 2층 계단 위에서 고백의 편지 아이템을 얻은 후, 본관 창문에 있는 손바닥을 보다보면 놀래킨다.
- 캐비닛 안의 여자

모든 난이도에서 등장한다.
본관 교실에서 캐비닛을 열면 놀래킨다.

## 구역 소개
- 본관 1구역

이봉구가 순찰하는 구역. 2학년 교실들이 위치해 있다. 나무 바닥이어서 삐걱거리고 미로 같이 복잡하다.
- 본관 2구역

이봉구가 순찰하는 구역. 신관과 연결되어있는 연결통로가 있으며 1학년 교실들과 교장실등이 위치해있다. 본관 1구역과 마찬가지로 나무 바닥이어서 삐걱거리고 미로같이 복잡하다.
- 신관

손달수가 순찰하는 구역. 본관 2구역,강당과 연결되어 있다. 본관과는 다르게 바닥이 콘크리트로 되어있다. 하지만 중앙홀에서는 수위에게 발각되기 쉽다.
- 강당

신관, 본관1구역과 연결되어 있으며 밤 10시가 지나도 현관은 열려있다.
- 미궁

소영루트에서 등장하는 구역이다. 부적들을 차례대로 뽑으면 된다.
- 붕괴되는 미궁

소영루트에서만 등장한다. 미궁에서 부적들을 차례로 뽑은 후 미궁이 붕괴되며 생기는 이공간으로, 빛의문으로 걸어나가면 현실로 탈출할 수 있다. 바닥이 꺼비고 무너질 수도 있으니 주의할것.

## 가방
- 중요아이템

게임진행에 필수적인 시나리오 아이템. 소영이를 위한 화이트데이 사탕과 다이어리를 항상 가지고 다닌다.
- 열쇠아이템

잠긴 곳에 들어가기 위한 아이템. 조합하여 사용할 수도 있다.
- 회복아이템

체력회복용 아이템 도시락, 두유, 구급상자 등이 포함된다.
- 소비아이템

게시판에 사용함으로써 세이브할 수 있는 사인펜이 포함된다.
- 기타아이템

퍼즐아이템과 기타 게임 진행 중 얻을 수 있는 아이템들이 포함된다.

## 문서
- 학교문서

학교와 관련된 문서들이다.
- 쪽지

게임 진행에 힌트가 되는 문서들이다.
- 소문

게임진행에 필수적이지 않지만, 스토리상의 떡밥을 풀어가는 이벤트성 힌트가 된다.
- 괴담

화이트데이에 등장하는 귀신들의 괴담을 적은 쪽지를 수집할 수 있다.

## 낙서
화이트데이 2017버전에서 유지민이 남기고 있는 낙서들, 유지민 이벤트를 보기 위해서는 10개의 낙서를 모두 찾아야 한다.
- 지현을 닮은 파리: 2학년 6반 벽
- 아기 고양이를 찾는 엄마 고양이: 가사 실습실 벽
- 슬퍼 보이는 비둘기: 기계 실습실 벽
- 사람 모양의 날개를 가진 나비: 녹음실 안
- 사탕과 SYJM: 2학년 10반 벽
- 성아를 닮은 파리: 2학년 8반 벽
- 무언가를 얘기하는 대벌레: 2학년 2반 벽
- 새가 날아가고 버려진 새장: 체육창고 옆
- 큰 목발을 짚고 서있는 쥐: 강당 통로 벽
- 울고 있는 천사: 화장실 옆 비상계단

## 엔딩

#### 한소영 루트
- White chrysanthemum(하얀 국화 - 진실한 사랑)
  - 달성조건: 소영과의 대화 중 좋은 말만 해주고 신관 휴게실에서 캔커피와 다이어리를 지급해야한다. 또한 터치하거나 혼자 가게 두고 조사하기,길을 막기등은 점수를 떨어뜨리며 자칫하면 IVY 엔딩이 될 수 있다. 그리고 미궁 붕괴 시 소영이를 안고 탈출한다.
  - 내용: 희민은 소영을 깨워 일으켜 세우고 화이트데이 사탕을 소영에게 건네준다. 희민은 용기를 내지만 소영은 지현이를 찾으러 가자며 자신의 언니인 나영의 친구 성아에 대해 얘기 하며 '너는 내가 평생 잊지 못 할 것 같아.'라고 하며 희민이 준 사탕 하나를 희민에게 준다.
- Ivy(담쟁이덩굴 - 우정)
  - 달성조건: 소영에게 비호감적인 말을 하거나 신관 휴게실에서 캔커피 미지급,터치나 혼자 가게 두고 조사,길을 막기등을 하면 된다. 혹은 하얀국화와 똑같은 수준으로 호감을 유지하다가 마지막에 강당불을 끈 후 '너때문에 피곤해'라는 말을 할 때까지 터치해서 호감도를 깎는 방법도 있다. 또한 미궁 붕괴 때 소영이를 안고 탈출한다.
  - 내용:희민은 소영을 깨운다. 소영은 일어나 악수를 한다. 그리고 지현이를 찾으러 간다며 뛰어가다가 '어쨌든 고마웠어'라는 말을 건네고 다시 뛰어가고 희민은 주려 했던 사탕을 다시 넣고 소영을 따라간다.
- Hyacinth(자주빛 히아신스 - 나를 용서해줘)
  - 달성조건: White chrysanthemum이나 Ivy의 조건을 달성하되, 미궁에서 이동하는 어딘가에서 소영을 데리고 가지 않는다.
  - 내용:희민은 학교 밖에서 깨어난다. 그런데 학교 창문에 나영이 소리를 지르며 내려온다. 희민은 놀라서 뛰쳐나가고 나영은 희민이 떨어뜨린 사탕을 본다.

#### 이희민 루트
- Yew(주목)

희민 배드 엔딩.
달성조건: 아기귀신에서 타임오버,귀목이벤트에서 타임오버등 각종 이벤트에서의 타임오버와 희민이 죽는 등의 엔딩이다.
내용: 없음

#### 김성아 루트
- Tuberose(튜베로즈)

성아 루트 해피 엔딩.
달성조건: 성아에게 좋은 말만 해주고 신문고 이벤트를 진행한다.
내용: 희민이 화의 부적을 꽃으려 하고 있는데 성아가 말을 걸어온다.성아가 사탕 하나만 달라하자 희민은 기꺼이 내준다. 그리고 다시 부적을 꽃으려 했지만 부적을 꽃는 곳이 없어지자 성아가 그런 건 필요없다고 하며 나가자고 한다. 교문까지 나온 희민은 문이 없자 당황하며 두리번거리자 성아는 두려워하는 희민을 아랑곳하지 않고 '희민아, 나 사탕 하나만 더 줄래?'라고 한다.
- Ebony(흑단)

성아 루트 노말 엔딩.
달성조건: 신문고 이벤트를 진행하지 않는다.
내용: 희민은 화의 부적을 꽂고 기절한다. 소영이는 희민을 일으켜 세우고 지현이가 다친거 같으니 도울 사람을 찾으러 가자고 하지만 희민은 의아해하며 원래의 조숙하고 얌전한 성격과 다른 소영에 희민은 이상함을 느끼지만 끝내 따라간다. 한편 소영은 유리창을 두드리며 가지 말라고 한다. 희민은 뒤를 돌아보지만 바람에 창문이 흔들리는 걸로 알고 다시 돌아서 간다. 소영은 좌절하며 언니와 함께 사라지고 소영의 몸을 빼앗은 성아는 악녀같은 썩소를 지으며 간다.

#### 설지현 루트
- Dandelion(민들레)

지현 루트 해피 엔딩.
달성조건: 지현에게 좋은 말만 해주고 강당에서 [지현의 상처를 돌봐준다]를 클릭한다.
내용: 발이 삐은 지현을 희민이 치료해준다.지현은 '이런건 어디서 배웠어?'라고 말한다. 그리고 지현은 다 나은 것 같다며 자신의 옆에 앉으라고 한다. 희민은 사탕을 지현에게 건네주는데 이상한 기운이 솟아오른다. 지현과 희민은 놀라워하며 끝난다.
- Althea(접시꽃)

지현 루트 노말 엔딩.
Dandelion과 똑같이 호감을 유지하다가 마지막에 강당불을 끈 후 [이제 다 끝난거같아], [그래? 혼자 괜찮겠어?], [지현이의 상처를 돌봐준다]를 선택한다.
내용: 희민이 발이 삐은 지현을 치료해주다가 지현이 아프다며 일어서고 그런 지현을 희민이 부축하며 간다. 그리고 누군가 화의 부적을 가져간다.

#### 유지민 루트
- Jasmine(쟈스민)

지민 루트 해피 엔딩. 2학년 8반 앞에서 만났을 때부터 유지민을 불 속에서 구해주는 시점까지 호감도를 떨어트리는 듯한 대사를 한다. 중간에 유지민으로 시점이 변경되는 때에 [우리, 다시 만날 수 있겠죠? 선배?] 라는 대사가 나오면 이 엔딩을 볼 수 있다.
- Marrguerite(마거리트)

지민 루트 노말 엔딩.

## OST
- 미궁 – Main Theme

작곡: 황병기, 작사: 황병기
- Soliloquy- Opening Theme (희민 Theme)

작곡: 박상혁, 편곡: 박상혁
- 꿈인 것처럼 – Ending Theme (한국어 Ver)

작곡: 박상혁, 작사: 조희
- 꿈인 것처럼 - Ending Theme (English Ver)

작곡: 박상혁, 작사: 송창진, 조희
- White chrysanthemum Theme
- Hyacinth Theme
- Ivy Theme
- Tuberose Theme
- Ebony Theme
- Dandelion Theme
- Althea Theme
- Jasmine Theme
- Marrguerite Theme
- 꿈인 것처럼 - Ending Theme (inst.)

## 평가
| 평가                                                                                                  |              |
| --- | ------------ |
| 통합 점수 통합사 점수 메타크리틱 67/100 [ 5 ] (PS4) 평론 점수 평론사 점수 디스트럭토이드 6.5/10 [ 6 ] |              |
| 통합 점수                                                                                             |              |
| 통합사                                                                                                | 점수         |
| 메타크리틱                                                                                            | 67/100 (PS4) |
| 평론 점수                                                                                             |              |
| 평론사                                                                                                | 점수         |
| 디스트럭토이드                                                                                        | 6.5/10       |

## 같이 보기
- 화이트데이: 학교라는 이름의 미궁 (전작 - 2001년 출시)